# Joe FM
JOE fm ist ein privater flämischer Radiosender in Belgien. JOE fm wurde – damals noch unter dem Namen 4FM – am 27. Oktober 2001 zusammen mit Q-music als landesweiter kommerzieller Radiosender für Flandern anerkannt; er sendete aber bereits vorher via Kabel. Mit Musik vor allem aus den 1980er Jahren erreichte 4FM Ende 2004 ungefähr 6 % der flämischen Radiohörer auf seinen 26 Frequenzen. Der Sender wurde 2005 durch die niederländische Gruppe Talpa Capital von John de Mol übernommen. Zum 1. April 2009 wurde der Sender in JOE fm umbenannt.
Jedes Jahr erstellt JOE fm eine Auswahl der besten 100 Songs der 1960er, der 70er, der 80er und von 1990 bis zur Gegenwart sowie eine allgemeine Top 100, aus der die Hörer ihre Lieblingstitel auswählen können.

## Programm
| Stunde | Montag                         | Dienstag                       | Mittwoch                       | Donnerstag                     | Freitag                        | Samstag        | Sonntag        |
| 06     | Johan Henneman                 | Johan Henneman                 | Johan Henneman                 | Johan Henneman                 | Johan Henneman                 | Vier De Nacht  | Vier De Nacht  |
| 07     | Johan Henneman                 | Johan Henneman                 | Johan Henneman                 | Johan Henneman                 | Johan Henneman                 | Vier De Nacht  | Vier De Nacht  |
| 08     | Johan Henneman                 | Johan Henneman                 | Johan Henneman                 | Johan Henneman                 | Johan Henneman                 | Vier De Nacht  | Vier De Nacht  |
| 09     | La Vie En Rose mit Leen Demaré | La Vie En Rose mit Leen Demaré | La Vie En Rose mit Leen Demaré | La Vie En Rose mit Leen Demaré | La Vie En Rose mit Leen Demaré | Ann Grutman    | Ann Grutman    |
| 10     | La Vie En Rose mit Leen Demaré | La Vie En Rose mit Leen Demaré | La Vie En Rose mit Leen Demaré | La Vie En Rose mit Leen Demaré | La Vie En Rose mit Leen Demaré | Ann Grutman    | Ann Grutman    |
| 11     | La Vie En Rose mit Leen Demaré | La Vie En Rose mit Leen Demaré | La Vie En Rose mit Leen Demaré | La Vie En Rose mit Leen Demaré | La Vie En Rose mit Leen Demaré | Ann Grutman    | Ann Grutman    |
| 12     | 4FM à la carte mit Jan Bosman  | 4FM à la carte mit Jan Bosman  | 4FM à la carte mit Jan Bosman  | 4FM à la carte mit Jan Bosman  | 4FM à la carte mit Jan Bosman  | Ann Grutman    | Ann Grutman    |
| 13     | 4FM à la carte mit Jan Bosman  | 4FM à la carte mit Jan Bosman  | 4FM à la carte mit Jan Bosman  | 4FM à la carte mit Jan Bosman  | 4FM à la carte mit Jan Bosman  | Tim Tuboville  | Tim Tuboville  |
| 14     | Ann Grutman                    | Ann Grutman                    | Ann Grutman                    | Ann Grutman                    | Ann Grutman                    | Tim Tuboville  | Tim Tuboville  |
| 15     | Ann Grutman                    | Ann Grutman                    | Ann Grutman                    | Ann Grutman                    | Ann Grutman                    | Elke Van Mello | Elke Van Mello |
| 16     | Tony Talboom                   | Tony Talboom                   | Tony Talboom                   | Tony Talboom                   | Tony Talboom                   | Elke Van Mello | Elke Van Mello |
| 17     | Tony Talboom                   | Tony Talboom                   | Tony Talboom                   | Tony Talboom                   | Tony Talboom                   | Elke Van Mello | Elke Van Mello |
| 18     | Tony Talboom                   | Tony Talboom                   | Tony Talboom                   | Tony Talboom                   | Tony Talboom                   | Elke Van Mello | Elke Van Mello |
| 19     | Truus Druyts                   | Truus Druyts                   | Truus Druyts                   | Truus Druyts                   | Truus Druyts                   | 4FM Weekend    | 4FM Weekend    |
| 20     | Truus Druyts                   | Truus Druyts                   | Truus Druyts                   | Truus Druyts                   | Truus Druyts                   | 4FM Weekend    | 4FM Weekend    |
| 21     | Truus Druyts                   | Truus Druyts                   | Truus Druyts                   | Truus Druyts                   | Truus Druyts                   | 4FM Weekend    | 4FM Weekend    |
| 22     | Vier De Nacht                  | Vier De Nacht                  | Vier De Nacht                  | Vier De Nacht                  | Vier De Nacht                  | 4FM Weekend    | 4FM Weekend    |
| 23     | Vier De Nacht                  | Vier De Nacht                  | Vier De Nacht                  | Vier De Nacht                  | Vier De Nacht                  | 4FM Weekend    | 4FM Weekend    |
| 00     | Vier De Nacht                  | Vier De Nacht                  | Vier De Nacht                  | Vier De Nacht                  | Vier De Nacht                  | Vier De Nacht  | Vier De Nacht  |
| 01     | Vier De Nacht                  | Vier De Nacht                  | Vier De Nacht                  | Vier De Nacht                  | Vier De Nacht                  | Vier De Nacht  | Vier De Nacht  |
| 02     | Vier De Nacht                  | Vier De Nacht                  | Vier De Nacht                  | Vier De Nacht                  | Vier De Nacht                  | Vier De Nacht  | Vier De Nacht  |
| 03     | Vier De Nacht                  | Vier De Nacht                  | Vier De Nacht                  | Vier De Nacht                  | Vier De Nacht                  | Vier De Nacht  | Vier De Nacht  |
| 04     | Vier De Nacht                  | Vier De Nacht                  | Vier De Nacht                  | Vier De Nacht                  | Vier De Nacht                  | Vier De Nacht  | Vier De Nacht  |
| 05     | Vier De Nacht                  | Vier De Nacht                  | Vier De Nacht                  | Vier De Nacht                  | Vier De Nacht                  | Vier De Nacht  | Vier De Nacht  |